# Escuela Moderna

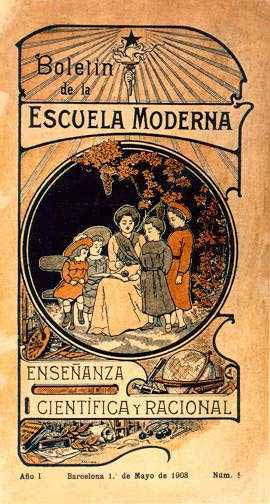
Přední strana školního bulletinu vydaná 31. prosince 1905 v Barceloně.

La Escuela Moderna (španělský výraz pro "Moderní školu"), je progresivní škola existující na začátku 20. století ve Španělsku.
Byla založena roku 1901 volnomyšlenkářem Franciscem Ferrerem i Guárdiou.
Jejím cílem bylo vzdělávat dělnickou třídu v racionálních a praktických věcech, a nevyvíjet při tom na studenty nátlak. Teologická metoda výuky byla nahrazena rozumovou metodou. Škola měla šířit pouze teorie, potvrzené rozumem a poznatky, ověřené vědecky. Zároveň měla vyřešit problém s tím, že vysoké školné omezilo docházku studentů ze střední vrstvy. Jakmile by došlo k revoluci, studenti by byli motivováni ke sjednocení dělnické třídy a vytvoření anarchistických komun.
Bohužel, v roce 1906 byla zavřena. Krátce potom byl Ferrer popraven za protistátní činnost.
V této době se jediné zbývající záznamy ze školy nacházejí na Kalifornské univerzitě v San Diegu.
La Escuela Moderna a všeobecně všechny Ferrerovi ideje, vytvořily inspirací pro několik "moderních škol" ve Spojených státech, Jižní Americe, Francii, Londýně a na Kubě. První z těchto škol byla založena v New Yorku v roce 1911.